# Классический «Доктор Кто» (21-й сезон)
Премьера двадцать первого сезона классических серий британского научно-фантастического сериала «Доктор Кто» состоялась 5 января 1984 года, с выходом на экраны первого эпизода серии «Воины из глубины». Сезон завершился 30 марта 1984 года показом последнего эпизода серии «Дилемма близнецов».

## Актёрский состав

### Основной
- Питер Дэвисон в роли Пятого Доктора
- Джанет Филдинг в роли Тиган Джованки
- Марк Стриксон в роли Вислора Турлоу
- Джеральд Флуд озвучил Камелиона
- Никола Брайент в роли Пери Браун
- Колин Бейкер в роли Шестого Доктора

Питер Дэвисон вернулся к своей роли Пятого Доктора. В серии «Пещеры Андрозани» его персонаж регенерирует в своё шестое воплощение, роль которого исполнил Колин Бейкер. Джанет Филдинг и Марк Стриксон вновь исполнили роль спутников Повелителя времени — Тиган Джованки и Вислора Турлоу соответственно. Филдинг покинула проект после выхода серии «Воскрешение далеков». В серии «Планета Огня» в последний раз замечен персонаж Стриксона, вместо него с Доктором начинает путешествовать Пери Браун (Никола Брайент). В той же серии команду ТАРДИС оставил андроид Камелион (озвучил Джеральд Флуд).

### Повторяющийся
В серии «Планета Огня» вновь появляется заклятый враг Доктора, Мастер, в исполнении Энтони Эйнли.

### Приглашённый
Терри Моллой присоединился к актёрскому составу серии «Воскрешение далеков», получив роль Давроса, создателя далеков. В последний раз этот персонаж был замечен в серии «Судьба далеков».

## Список серий
Эпизоды 21 сезона классических серий «Доктора Кто» транслировались дважды в неделю — вечером в четверг и пятницу. Исключение составила лишь серия «Воскрешение далеков», которая первоначально задумывалась как состоящая из 4 эпизодов стандартной длины. Однако, из-за того что дата премьеры приходилась на период проведения Зимних Олимпийских игр 1984 года, было решено перемонтировать их в два эпизода удвоенной длины и показывать их в среду две недели подряд.
В серии «Пещеры Андрозани» Доктор регенерирует. Это стало первым случаем со дня выхода серии «Десятая планета», когда регенерация происходит не в финальной серии сезона.
| № | #   | Название                                           | Частей (эпизодов)       | Режиссёр          | Сценарист           | Зрителей (миллионов) | Индекс оценки | Дата выхода в эфир                                                              | Код |
| --- | --- | -------------------------------------------------- | ----------------------- | ----------------- | ------------------- | -------------------- | ------------- | ------------------------------------------------------------------------------- | --- |
| 1 | 130 | «Воины из глубины» «Warriors of the Deep»          | 4 эпизода               | Пеннант Робертс   | Джони Бирн          | 7.6 7.5 7.3 6.6      | 65 64 62 65   | 5 января 1984 года 6 января 1984 года 12 января 1984 года 13 января 1983 года   | 6L  |
| ТАРДИС приземляется в 2084 году, на подводной армейской станции, персонал которой не слишком рад незваным гостям на секретном объекте. Однако вскоре у них появляются куда более серьёзные проблемы: базу атакует армия силурианцев - древней расы, жившей на Земле задолго до человечества. |     |                                                    |                         |                   |                     |                      |               |                                                                                 |     |
| 2 | 131 | «Пробуждение» «The Awakening»                      | 2 эпизода               | Майкл Оуэн Моррис | Эрик Прингл         | 7.9 6.6              | 65 63         | 19 января 1984 года 20 января 1984 года                                         | 6M  |
| Группа энтузиастов, решивших в мельчайших деталях восстановить один из эпизодов гражданской войны в Англии XVII века, и не подозревали, что их игра пробудит древнее зло. К счастью, в этой деревушке проживает дедушка Тиган, которого та решила навестить вместе с Доктором. |     |                                                    |                         |                   |                     |                      |               |                                                                                 |     |
| 3 | 132 | «Фронтиос» «Frontios»                              | 4 эпизода               | Рон Джонс         | Кристофер Г. Бидмид | 8.0 5.8 7.8 5.6      | 66 69 65      | 26 января 1984 года 27 января 1984 года 2 февраля 1984 года 3 февраля 1984 года | 6N  |
| Фронтиос - негостеприимный мир, где нашли прибежище последние выжившие с проклятой планеты Земля. Мир, постоянно подвергающийся метеоритным атакам. Мир, где отказывает любая техника. Мир, в котором власть принадлежит военным. Доктор не имеет права вмешиваться в происходящее, но случай решает всё за него. |     |                                                    |                         |                   |                     |                      |               |                                                                                 |     |
| 4 | 133 | «Воскрешение далеков» «Resurrection of the Daleks» | 2 эпизода (по 45 минут) | Мэтью Робинсон    | Эрик Савард         | 7.3 8.0              | 69 65         | 8 февраля 1984 года 15 февраля 1984 года                                        | 6P  |
| Далеки вернулись. Их первая цель - хорошо защищённая космическая тюрьма, где содержится захваченный Даврос, создатель их расы. И помогают им в этом люди. Доктору и его спутникам вновь предстоит сразиться с древним злом и его союзниками. |     |                                                    |                         |                   |                     |                      |               |                                                                                 |     |
| 5 | 134 | «Планета Огня» «Planet of Fire»                    | 4 эпизода               | Фиона Камминг     | Питер Гримуэйд      | 7.4 6.1 7.4 7.0      | —             | 23 февраля 1984 года 24 февраля 1984 года 1 марта 1984 года 2 марта 1983 года   | 6Q  |
| На далёкой Планете Огня жрецы ждут прихода Чужака, в Средиземном море археологи поднимают со дна таинственный артефакт, Турлоу спасает тонущую девушку по имени Пери и приводит её в ТАРДИС, а Мастер вновь берёт под контроль робота Камелиона. И это только начало. |     |                                                    |                         |                   |                     |                      |               |                                                                                 |     |
| 6 | 135 | «Пещеры Андрозани» «The Caves of Androzani»        | 4 эпизода               | Грэм Харпер       | Роберт Холмс        | 6.9 6.6 7.8          | 65 — 65 68    | 8 марта 1984 года 9 марта 1984 года 15 марта 1984 года 16 марта 1984 года       | 6R  |
| Малая Андрозани - единственное во вселенной место, где добывают спектроксиал, чудодейственное вещество, продлевающее жизнь и молодость. Именно поэтому на этой планете схлестнулись военные, контрабандисты, коррумпированные политики и гениальный конструктор андроидов со своей искусственной армией. В этот змеиный клубок и попадают Доктор со своей новой спутницей Пери Браун. Но на этот раз испытания будут слишком тяжелы даже для Повелителя Времени. |     |                                                    |                         |                   |                     |                      |               |                                                                                 |     |
| 7 | 136 | «Дилемма близнецов» «The Twin Dilemma»             | 4 эпизода               | Питер Моффат      | Энтони Стивен       | 7.6 7.4 7.0 6.3      | 61 66 59 67   | 22 марта 1984 года 23 марта 1984 года 29 марта 1984 года 30 марта 1984 года     | 6S  |
| Мальчики-близнецы, обладающие даром математической гениальности, похищены правителем планеты Джоконда, чей диктатор Местор лелеет планы по завоеванию Вселенной. Он подчинил себе даже повелителя времени Азмаеля. Но Доктор, ещё не до конца оправившийся после регенерации, принимает вызов. |     |                                                    |                         |                   |                     |                      |               |                                                                                 |     |

## Производство

Логотип сериала в «Дилемме близнецов»

В серии «Дилемма близнецов» начальная заставка немного изменилась. Новый дизайн можно увидеть в титрах на протяжении всей эпохи Колина Бейкера, вплоть до выхода последнего эпизода сезона «Суд над Повелителем времени»

## Показ
21 сезон классических серий «Доктора Кто» (включая спецвыпуск «Пять Докторов») транслировался на канале BBC One с 5 января по 30 марта 1984 года

### DVD-релизы
Все серии 21 сезона классического «Доктора Кто» вышли на DVD в период между 2002 и 2011 годами.
| Серия | Количество и продолжительность эпизодов                 | Регион 2             | Регион 4            | Регион 1             |
| --- | ------------------------------------------------------- | -------------------- | ------------------- | -------------------- |
| Воины из глубины В Регионах 2 и 4 выходил только в рамках сборника Beneath the Surface В Регионе 1 только в виде отдельного издания               | 4 × 25 м.                                               | 14 января 2008 года  | 5 марта 2008 года   | 3 июня 2008 года     |
| Пробуждение В Регионах 2 и 4 выходил только в рамках сборника Earthstory В Регионе 1 только в виде отдельного издания                             | 2 × 25 м.                                               | 20 июня 2011 года    | 4 августа 2011 года | 12 июля 2011 года    |
| Фронтиос | 4 × 25 м.                                               | 30 мая 2011 года     | 7 июля 2011 года    | 14 июня 2011 года    |
| Воскрешение далеков В Регионах 2 и 4 выходил только в рамках сборника The Complete Davros Collection В Регионе 1 только в виде отдельного издания | 4 × 25 м.                                               | 18 ноября 2002 года  | 3 февраля 2003 года | 1 июля 2003 года     |
| Воскрешение далеков - Специальное издание В Регионах 2 и 4 выходил только в рамках сборника Revisitations 2                                       | 4 × 25 м. (коммерч. версия) 2 × 45 м. (телевиз. версия) | 28 марта 2011 года   | 5 мая 2011 года     | 12 июня 2012 года    |
| Планета Огня В Регионах 2 и 4 выходил только в рамках сборника Kamelion Tales В Регионе 1 только в виде отдельного издания                        | 4 × 25 м. (телевиз. версия) 1 × 66 м. (спец. издание)   | 14 июня 2010 года    | 5 августа 2010 года | 7 сентября 2010 года |
| Пещеры Андрозани | 4 × 25 м.                                               | 18 июня 2001 года    | 7 января 2002 года  | 2 апреля 2002 года   |
| Пещеры Андрозани — Специальное издание В Регионах 2 и 4 выходил только в рамках сборника Revisitations 1                                          | 4 × 25 м.                                               | 4 октября 2010 года  | 2 декабря 2010 года | 14 февраля 2012 года |
| Дилемма близнецов | 4 × 25 м.                                               | 7 сентября 2009 года | 3 декабря 2009 года | 5 января 2010 года   |

## Книги
| Серия                 | Адаптация                 | Автор                     | Впервые опубликована      |
| --------------------- | ------------------------- | ------------------------- | ------------------------- |
| «Воины из глубины»    | «Воины из глубины»        | Терренс Дикс              | 1984                      |
| «Пробуждение»         | «Пробуждение»             | Эрик Прингл               | 1985                      |
| «Фронтиос»            | «Фронтиос»                | Кристофер Г. Бигмид       | 1984                      |
| «Воскрешение далеков» | Новелизации не существует | Новелизации не существует | Новелизации не существует |
| «Планета Огня»        | «Планета Огня»            | Питер Гримуэйд            | 1985                      |
| «Пещеры Андрозани»    | «Пещеры Андрозани»        | Терренс Дикс              | 1985                      |
| «Дилемма близнецов»   | «Дилемма близнецов»       | Эрик Савард               | 1986                      |

### Комментарии
1. 1 2  Серия «Воскрешение далеков» была написана и снята как четыре 25-минутных эпизода, а затем переделана как два 45-минутных эпизода из-за зимних Олимпийских игр 1984. Позже в виде 25-минутных эпизодов серия транслировалась за границей и в таком же виде выпущена коммерчески. Статистически серия значится как два 45-минутных эпизода.
2. ↑  «Воскрешение далеков» на данный момент является одной из двух серий, по которым не написаны книги. Сценаристом обеих является Эрик Савард